# RNC (navigatiekaart)
Rasternavigatiekaarten (raster navigational chart, RNC) zijn digitale rasterkopieën van de officiële rasterkaarten. Elke originele kaart wordt met hoge resolutie gescand met kleur aparte overlays. 
Ze zijn conform aan de IHO-productspecificatie S-61.

## Kenmerken
RNC’s hebben de volgende kenmerken: 
- Ze zijn een facsimile van de officiële papieren kaarten
- Ze zijn geproduceerd volgens de internationale standaarden ingesteld door de Internationale Hydrografische Organisatie
- Ze zijn alleen uitgegeven door, of op bevel van de bevoegde instantie van de overheid, erkend door de hydrografische kantoren
- Ze worden regelmatig geactualiseerd met de officiële update-informatie. Dit wordt digitaal verspreid

De IMO-prestatienormen bepalen dat overal waar Elektronische navigatiekaart niet beschikbaar zijn, RNC’s gebruikt kunnen worden in ECDIS om aan de vereisten in verband met kaartvervoer te voldoen. Maar wanneer een ECDIS gebruikt wordt met RNC’s, moeten deze gebruikt worden samen met een geschikte folio van up-to-date papieren kaarten. 
Het rasterbestand bevat ook gegevens die Geo-verwijzend zijn; waardoor de computer gebaseerde navigatie gekoppeld aan een gps de kaart te lokaliseren en weer te geven.

## Constructie
Een rasternavigatiekaart is een nauwkeurige digitale afbeelding gemaakt uit pixels, weergegeven op een digitaal scherm. Elke pixel heeft een unieke kleur of geen kleur. Het patroon van de gekleurden en niet-gekleurde pixels geeft vorm aan de individuele kenmerken van de kaart. 
Net als andere kleur gedrukte materialen, zijn de kaarten gedrukt van kleur gescheiden negatieven. In 1994 begon de OCS (office of coast survey) alle negatieven te scannen die gebruikt worden voor het drukken van kaarten. Vanuit deze bibliotheek van digitale bestanden, zijn cartografen in staat om kaarten efficiënt te updaten door gebruik te maken van computer-aided design, een software vaak gebruikt voor deze doeleinden. Van deze digitale scannen is het mogelijk om papieren kaarten en digitale kaarten (RNCs)  te drukken. 
Om een Raster Navigational Chart te bekomen voegen de cartografen een systeem van geografische verwijzingen naar het digitale beeld. Dit systeem laat de cartografen toe om de kaart nauwkeurig up te daten. 
De rasterkaarten zijn slechts afbeeldingen. Er is geen digitaal verschil tussen de pixels in een patroon dat een boei voorstelt en het patroon dat een ondergedompeld wrak voorstelt. Daarom moeten de zeevaarders die RNCs gebruiken op menselijke intelligentie vertrouwen om de beelden te interpreteren bij het maken van beslissingen in verband met navigatie.  